# المجارنة (العدين)

تعديل مصدري - تعديل

المجارنة محلة تابعة لقرية الكريف، التابعة لعزلة السارة بمديرية العدين إحدى مديريات محافظة إب في الجمهورية اليمنية، بلغ تعداد سكانها 181 حسب تعداد اليمن لعام 2004.